# 上杉家廟所

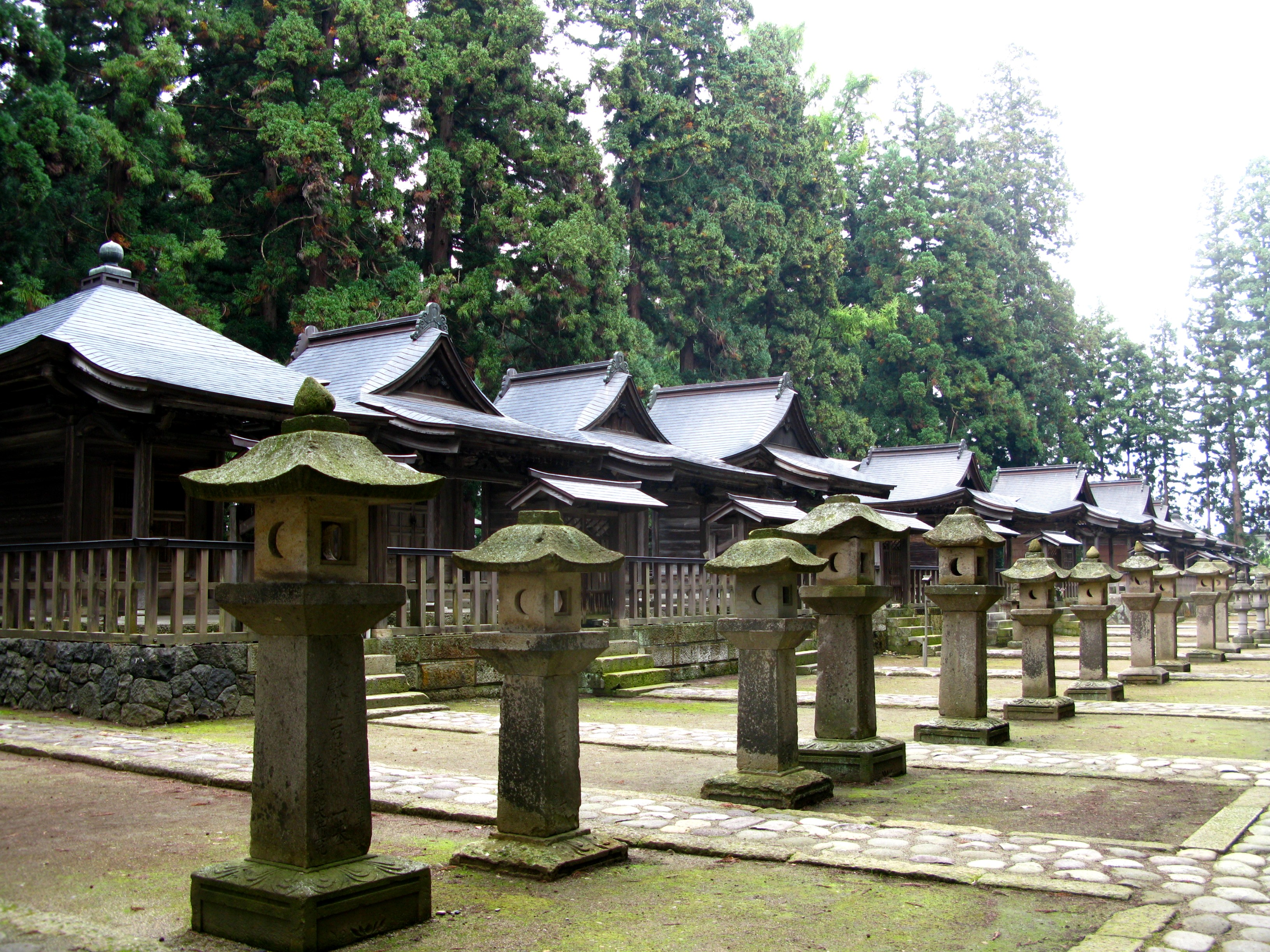
史跡 米沢藩主上杉家墓所

上杉家廟所（うえすぎけびょうしょ）は、山形県米沢市にある米沢藩歴代藩主の墓所である。1984年（昭和59年）1月11日、米沢藩主上杉家墓所（よねざわはんしゅうえすぎけぼしょ）の名称で国の史跡に指定された。

## 歴史
戦国時代の大名である上杉謙信が越後国（新潟県）春日山城に没すると、その遺骸は漆を塗り甲冑を着せて埋葬された。後継者の上杉景勝は、後に天下統一を果たした豊臣秀吉の臣下となり五大老に任じられ、会津へ移動。それに伴い謙信の霊柩も越後から会津に移され仮堂に安置されたと云われている。
慶長6年（1601年）関ヶ原の戦い後、上杉家は米沢に移動を命じられ、謙信の霊柩も再び移動することになる。景勝は米沢入りを果たすと米沢城本丸に御堂を建立し謙信の霊柩をそこに安置したのである。
現在の上杉家廟所は米沢城址の北西あたりに位置しており、この場所は元々米沢城に一大事があった場合、一時的に謙信の霊柩を避難させる場所として設けられたと云う。
元和9年（1623年）景勝が他界すると現在の廟所に埋葬され、以後12代藩主までここに埋葬されることになる。明治政府の廃城令に伴い米沢城は解体され、謙信の霊柩も移動することになり、当地に移る。
現在の廟所は謙信霊廟を中央にして、その左右に歴代藩主の霊廟（墓所）が厳かに立ち並んでいる。2代景勝から8代重定までは火葬での埋葬が行われ、御堂は入母屋造りの建造物である。さらに9代治憲から12代斉定までは土葬となり、御堂も宝形造りとなっている。治憲の倹約令により、構造も簡略化され材質も落とされている。藩主ではないが、治憲の実子で10代治広の養嗣子であった顕孝も共に祀られている。また、明治以後に死去した13代斉憲からは白金 (東京都港区)の興禅寺 (東京都港区)に墓所があるが、14代茂憲は沖縄県令としての功績をたたえられ、沖縄県民有志により歴代藩主廟に並んで記念碑が建てられている。
地元では御霊屋（おたまや）とも呼ばれている。

## 上杉謙信の霊柩
戦国武将の中でも聖将として名高い上杉謙信は、その死後も上杉家の精神的支えとして大切に祀られてきた。遺骸は甲冑を身に纏った姿で甕に納められ、甕には漆を流し込んで固めてあるという。上杉景勝が越後から会津に移動の際も、春日山城不識庵より謙信の霊柩を移動させ、その周囲にある一片の土も運ばせたと伝えられる。さらに越後より会津、そして米沢に至る上杉家の領国替えの時も、謙信の霊柩は選ばれた僧侶その他の者により厳重に守られ運ばれた。米沢入りを果たしてからは、米沢城の本丸の高台に御堂（霊廟）を建立して、中央に謙信霊柩、その左右の脇陣に善光寺如来像と泥足毘沙門天像を共に西向きに安置した。
以後、上杉景勝の命により大乗寺、法音寺など真言宗寺院の能化衆が、毎日の供養を欠かすことなく厳修した。その内容は、実に厳しく定められていたようである。それは明治を迎えるまで厳格に行われた。歴代の上杉家当主も、命日には精進を心がけ参拝供養したと伝えられる。謙信は生前、真言密教に深く帰依し、自らも権大僧都の位を得ている。その関連からか、謙信の遺骨は高野山に納められており、米沢にあるのは分骨であるともいうが、これは景勝以降の藩主が火葬した遺骨を高野山に納めたことからの誤伝である。
明治になって、米沢城本丸から謙信の霊柩は上杉家廟所に、善光寺如来と毘沙門天像は法音寺に移ったが、当時の御堂は同米沢市の長命寺に本堂として移築され、現存している。

## 所在地
- 山形県米沢市御廟1-5-30